# Dia da Vitória sobre O Nazismo na Segunda Guerra Mundial
O Dia da Vitória sobre o Nazismo na Segunda Guerra Mundial (em ucraniano: День перемоги над нацизмом у Другій світовій війні) ou o Dia da Vitória (em ucraniano: День перемоги) é um feriado nacional na Ucrânia. Foi celebrado pela primeira vez em 9 de Maio de 2015, um dia depois do Dia da Recordação e da Reconciliação, 8 de maio, (o qual dedica homenagem às vítimas da Segunda Guerra Mundial, e foi também celebrado pela primeira vez em 2015). O feriado substituiu o Dia da Vitória Soviético, o qual era celebrado nos Estados pós-soviéticos, incluindo a Ucrânia, até 2014.

## Diferenças do Dia da Vitória
No dia 9 de abril, o parlamento ucraniano aprovou um conjunto de leis de descomunização, que incluia o cancelamento da lei da Ucrânia "de perpetuação da Grande Guerra Patriótica de 1941-1945", e substituiu o Dia da Vitória pelo novo feriado intitulado "Dia da Vitória sobre O Nazismo na Segunda Guerra Mundial". Por causa das leis de descomunização, símbolos soviéticos não podem ser usados, quando da celebração do feriado. Desde 15 de maio de 2015, os símbolos nazistas e comunistas são proibidos na Ucrânia, além de que o termo "Grande Guerra Patriótica" foi removido da legislação ucraniana. 

## Celebração

### 2015
O Instituto Nacional da Memória da Ucrânia publicou materiais pedagógicos antecipadamente, e sugeriu que o feriado fosse celebrado em um novo formato. Apesar do fato da lei "de perpetuação da vitória sobre o Nazismo na Segunda Guerra Mundial de 1939-1945" não ter entrado em vigor oficialmente, o feriado na Ucrânia foi celebrado em um formato diferente do da Rússia no "Dia da Vitória". Neste dia, houve uma cerimônia de jazer flores sobre os monumentos de soldados anônimos do Exército Vermelho, em Kiev - além de uma passeata pacífica envolvendo as bandas militares de sopro da Ucrânia, Estônia, Lituânia, Polônia e da Sérvia. Isso foi após a cerimônia de juramento dos cadetes na presença do Presidente da Ucrânia Petro Poroshenko.
O presidente da Ucrânia instituiu uma condecoração Estadual para esse dia memorável - a medalha do septuagésimo aniversário da vitória sobre o Nazismo.

## Símbolos
O símbolo oficial da celebração do Dia da Vitória sobre O Nazismo na Segunda Guerra Mundial e do Dia da Recordação e da Reconciliação é a papoula vermelha (papoula da recordação), a qual é o símbolo mundial dos dias memoráveis da Segunda Guerra Mundial. O mesmo é usado na Ucrânia em estilo próprio desenvolvido pelo designer de Carcóvia, Sergei Mishakin. O lema de ambos os dias é "1939-1945. Nós recordamos. Nós triunfamos."